# 拉普拉塔大学生
拉普拉塔大学生俱乐部（西班牙語：Club Estudiantes de La Plata）是阿根廷布宜诺斯艾利斯省的足球俱乐部。该队为2009年南美解放者杯冠军得主。拉普拉塔大学生队成立于1905年8月4日。

## 获得冠军
- 阿根廷足球甲级联赛冠军4次（1967年、1982年、1983年、2006年春季）
- 解放者杯冠军4次（1968、1969、1970、2009)
- 洲际杯冠军1次（1968)

## 进球记录
- 曼努埃尔·佩莱格里纳，489场比赛234个进球。

## 著名球员
- J·波萨达斯